# Бовец
Бовец (словен. Bovec) је градић и управно средиште истоимене општине Бовец, која припада Горишкој регији у Републици Словенији.
По попису становништва из 2011. године, насеље Бовец имало је 1.631 становника.

## Природне одлике
Бовец се налази на крајњем северозападу Словеније, близу државне границе са Италијом.
Град се сместио у горњем делу долине реке Соче, испод јужних падина Јулијских Алпа. Надморска висина насеља је 454 m.